# Indonesia AirAsia
Indonesia AirAsia je nízkonákladová letecká společnost sídlící v indonéské Jakartě. Provozuje vnitrostátní a mezinárodní lety v prostoru Indonésie. Spolupracuje v rámci skupiny společností AirAsia.
V srpnu 2017 se flotila skládala z 17 letadel Airbus A320.

## Historie
Společnost vznikla jako AwAir (Air Wagon International) v roce 1999. Provoz zahájila 22. června 2000 s flotilou letadel Airbus A300 a A310. Od prosince 2004 spolupracuje v rámci skupiny AirAsia.
V prosinci 2005 se společnost přejmenovala na Indonesia AirAsia.

## Nehody

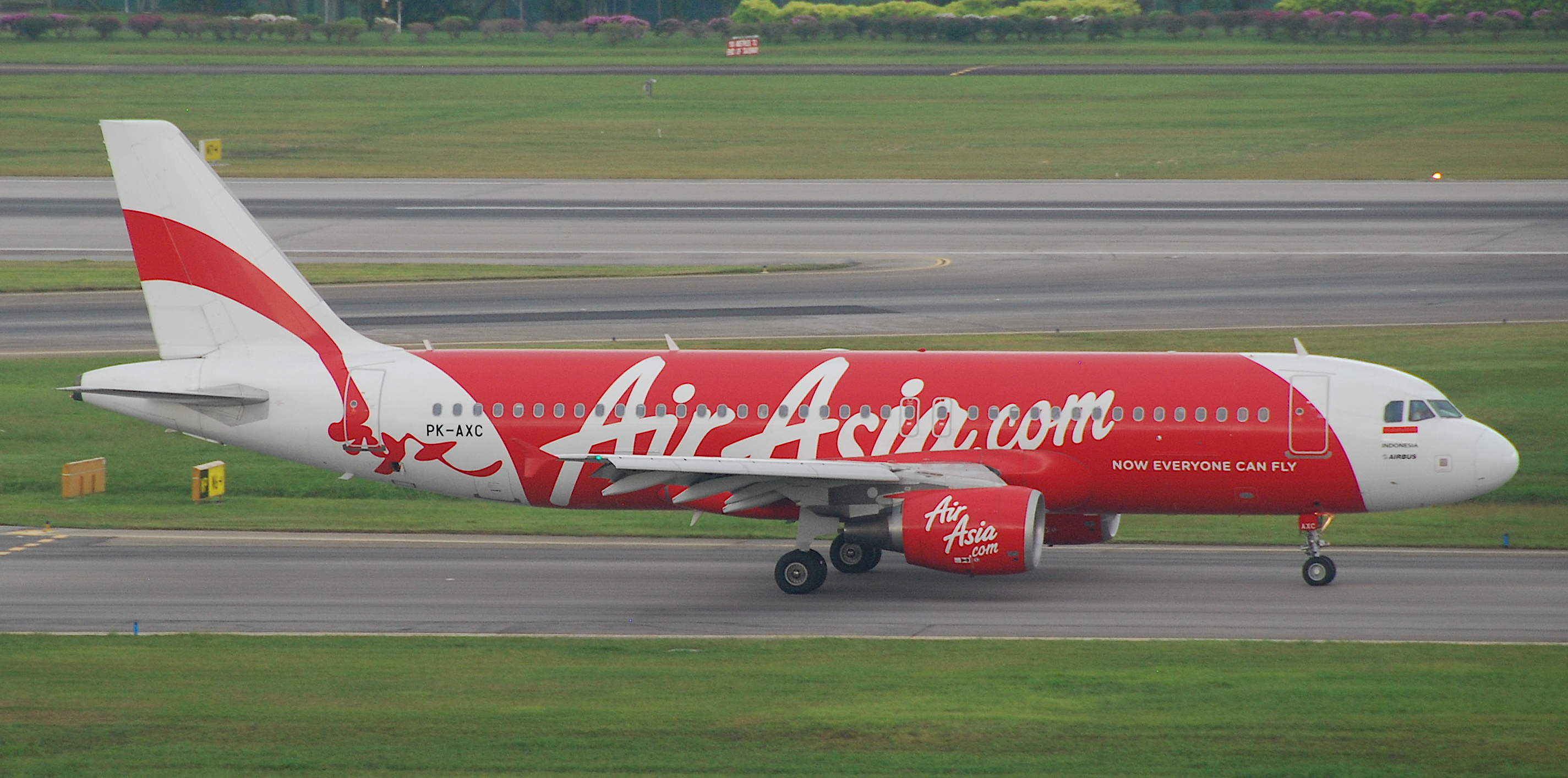
Letadlo A320 společnosti AirAsia registrace PK-AXC ztracené 28. prosince 2014 při letu 8501

28. prosince 2014 se ztratil let 8501 společnosti Indonesia AirAsia (Airbus A320-216 registrace PK-AXC) se 155 cestujícími a 7 členy posádky při letu ze Surabaye v Indonésii do Singapuru.